# Copa de Competencia Adolfo Bullrich 1908
La Copa de Competencia Adolfo Bullrich 1908, también llamada Copa Bullrich 1908, fue la sexta edición de esta competición oficial y de carácter nacional, organizada por la Argentine Football Association.
Participaron algunos de los equipos de la Segunda División, a los que se les sumó Junín.
La competencia consagró campeón por primera vez a Atlanta, al vencer por 2 a 1 en la final a Instituto Americano.

## Sistema de disputa
Los equipos se enfrentaron entre sí por eliminación directa a partido único.

## Equipos participantes
Se desconoce la totalidad de participantes.
| Equipo                  | Ciudad          |
| ----------------------- | --------------- |
| Alumni II               | Buenos Aires    |
| Atlanta                 | Buenos Aires    |
| Belgrano II             | Buenos Aires    |
| Belgrano III            | Buenos Aires    |
| Bernal                  | Bernal          |
| Boca Juniors            | Buenos Aires    |
| Estudiantes II          | Buenos Aires    |
| Estudiantes de La Plata | La Plata        |
| Estudiantil Porteño     | Buenos Aires    |
| Estudiantil Porteño II  | Buenos Aires    |
| Ferro Carril Oeste      | Buenos Aires    |
| Gimnasia y Esgrima      | Buenos Aires    |
| Instituto Americano     | Adrogué         |
| Junín                   | Junín           |
| Porteño II              | Buenos Aires    |
| Pretender               | Buenos Aires    |
| Quilmes II              | Quilmes         |
| Racing                  | Avellaneda      |
| River Plate             | Buenos Aires    |
| River Plate II          | Buenos Aires    |
| San Isidro II           | San Isidro      |
| Southern Rangers        | Temperley       |
| Villa Ballester         | Villa Ballester |

## Fase preliminar
| 28 de mayo | San Isidro II | 0:3     | Atlanta | Cancha de San Isidro, San Isidro |  |
|            |               | Reporte |         |                                  |  |

| 28 de mayo | Southern Rangers | 1:8     | Villa Ballester | Cancha de Southern Rangers, Temperley |  |
|            |                  | Reporte |                 |                                       |  |

## Fase final

### Cuadro de desarrollo
|  | Octavos de final    | Octavos de final |                     |         | Cuartos de final | Cuartos de final    |   |         | Semifinales | Semifinales |  |         | Final | Final |  |
|  |                     |                  |                     |         |                  |                     |   |         |             |             |  |         |       |       |  |
|  |                     |                  |                     |         |                  |                     |   |         |             |             |  |         |       |       |  |
|  | Bernal              | 0                |                     |         |                  |                     |   |         |             |             |  |         |       |       |  |
|  | Bernal              | 0                |                     |         |                  |                     |   |         |             |             |  |         |       |       |  |
|  | Atlanta             | 9                |                     |         |                  |                     |   |         |             |             |  |         |       |       |  |
|  | Atlanta             | 9                |                     | Atlanta | 5                |                     |   |         |             |             |  |         |       |       |  |
|  |                     |                  |                     | Atlanta | 5                |                     |   |         |             |             |  |         |       |       |  |
|  |                     |                  | Boca Juniors        | 0       |                  |                     |   |         |             |             |  |         |       |       |  |
|  | Estudiantil Porteño | 1                | Boca Juniors        | 0       |                  |                     |   |         |             |             |  |         |       |       |  |
|  | Estudiantil Porteño | 1                |                     |         |                  |                     |   |         |             |             |  |         |       |       |  |
|  | Boca Juniors        | 2                |                     |         |                  |                     |   |         |             |             |  |         |       |       |  |
|  | Boca Juniors        | 2                |                     |         |                  |                     |   | Atlanta | 3           |             |  |         |       |       |  |
|  |                     |                  |                     |         |                  |                     |   | Atlanta | 3           |             |  |         |       |       |  |
|  |                     |                  | Quilmes II          | 1       |                  |                     |   |         |             |             |  |         |       |       |  |
|  |                     |                  | Quilmes II          | 1       |                  |                     |   |         |             |             |  |         |       |       |  |
|  |                     |                  |                     |         |                  |                     |   |         |             |             |  |         |       |       |  |
|  |                     |                  |                     |         |                  |                     |   |         |             |             |  |         |       |       |  |
|  |                     | Quilmes II       | 4                   |         |                  |                     |   |         |             |             |  |         |       |       |  |
|  |                     |                  | 4                   |         |                  |                     |   |         |             |             |  |         |       |       |  |
|  |                     |                  | River Plate         | 2       |                  |                     |   |         |             |             |  |         |       |       |  |
|  | Porteño II          | 0                | River Plate         | 2       |                  |                     |   |         |             |             |  |         |       |       |  |
|  | Porteño II          | 0                |                     |         |                  |                     |   |         |             |             |  |         |       |       |  |
|  | River Plate         | 1                |                     |         |                  |                     |   |         |             |             |  |         |       |       |  |
|  | River Plate         | 1                |                     |         |                  |                     |   |         |             |             |  | Atlanta | 2     |       |  |
|  |                     |                  |                     |         |                  |                     |   |         |             |             |  | Atlanta | 2     |       |  |
|  |                     |                  | Instituto Americano | 1       |                  |                     |   |         |             |             |  |         |       |       |  |
|  |                     |                  | Instituto Americano | 1       |                  |                     |   |         |             |             |  |         |       |       |  |
|  |                     |                  |                     |         |                  |                     |   |         |             |             |  |         |       |       |  |
|  |                     |                  |                     |         |                  |                     |   |         |             |             |  |         |       |       |  |
|  |                     |                  |                     |         |                  |                     |   |         |             |             |  |         |       |       |  |
|  |                     |                  |                     |         |                  |                     |   |         |             |             |  |         |       |       |  |
|  |                     |                  |                     |         |                  |                     |   |         |             |             |  |         |       |       |  |
|  |                     |                  |                     |         |                  |                     |   |         |             |             |  |         |       |       |  |
|  |                     |                  |                     |         |                  |                     |   |         |             |             |  |         |       |       |  |
|  |                     |                  |                     |         |                  |                     |   |         |             |             |  |         |       |       |  |
|  |                     |                  |                     |         |                  | Instituto Americano | 2 |         |             |             |  |         |       |       |  |
|  |                     |                  |                     |         |                  |                     | 2 |         |             |             |  |         |       |       |  |
|  |                     |                  | Ferro Carril Oeste  | 1       |                  |                     |   |         |             |             |  |         |       |       |  |
|  |                     |                  | Ferro Carril Oeste  | 1       |                  |                     |   |         |             |             |  |         |       |       |  |
|  |                     |                  |                     |         |                  |                     |   |         |             |             |  |         |       |       |  |
|  |                     |                  |                     |         |                  |                     |   |         |             |             |  |         |       |       |  |
|  |                     |                  |                     |         |                  |                     |   |         |             |             |  |         |       |       |  |
|  |                     |                  |                     |         |                  |                     |   |         |             |             |  |         |       |       |  |
|  |                     |                  |                     |         |                  |                     |   |         |             |             |  |         |       |       |  |
|  |                     |                  |                     |         |                  |                     |   |         |             |             |  |         |       |       |  |
|  |                     |                  |                     |         |                  |                     |   |         |             |             |  |         |       |       |  |
|  |                     |                  |                     |         |                  |                     |   |         |             |             |  |         |       |       |  |
|  |                     |                  |                     |         |                  |                     |   |         |             |             |  |         |       |       |  |
|  |                     |                  |                     |         |                  |                     |   |         |             |             |  |         |       |       |  |

### Octavos de final
| 15 de junio | Bernal                                                                                              | 0:9 (0:4) | Atlanta | Cancha de Bernal, Bernal |  |
|             | A. Cilamber R. Cilamber Fuller N. Cilander Bilakbert Guallace Filipo Oste Rivas Fernandez Sarmiento | Reporte   | Bolinches · Gallero · Villa · Ciriani · Noceda · Bellarona · Rodriguez · Filippi · Piaggio · Montarre · Orradre · Rodriguez 3' 89' · Prandoni 5' 60' · Piaggio 48' |                          |  |

### Cuartos de final
| 5 de julio | Atlanta | 5:0 (2:0) | Boca Juniors                                                                              | Cancha de Ferro Carril Oeste, Buenos Aires |                     |
|            | Bolinches · Gallero · Villa · Noceda · Billanara · Piris · Rodriguez · Filippi · Piaggio · Siriani · Prandoni · Rodriguez 3' 89' · Prandoni 5' 60' · Piaggio 48' | Reporte   | De los Santos Vergara Caruso Ryan Maltedo Priano Penney A. Prati R. Prati Farenga Eloizar | Árbitro(s): Buchman                        | Árbitro(s): Buchman |

| 13 de junio | Quilmes II | 4:2 (2:2) | River Plate        | Cancha de Quilmes, Quilmes |                   |
|             | Torre · Simmons · Fraser · Cardwell · Gilles · Castaing · Bell · Beninger · Shilton · Morgan · Pearson · Shilton 15', 42' · Morgan 63', 85' | Reporte   | 18', 31' Fernández | Árbitro(s): Lucas          | Árbitro(s): Lucas |

### Semifinales
| 2 de agosto | Atlanta | 3:1 (2:1) | Quilmes II | Estadio de Gimnasia y Esgrima, Buenos Aires |                    |
|             | Bolinches · Gallero · Villa · Pena · Bellinzona · Noceda · Orradre · Rodriguez · Piaggio · Prandoni · Filippi · Prandoni 15' · Piaggio 35' (pen.) · Rodriguez 75' | Reporte   | Torre · Simmons · Fraser · Cardwell · Shelton · Castelugi · Bell · Rasenninger · Mac Kay · Morgan · Pearson · 20' Rasenninger | Árbitro(s): Jordan                          | Árbitro(s): Jordan |

| 2 de agosto | Instituto Americano | 2:1 | Ferro Carril Oeste |  |  |

### Final
| 8 de septiembre | Atlanta | 2:1 (1:1) | Instituto Americano | Estadio de Gimnasia y Esgrima, Buenos Aires |                        |
|                 | Bolinches · Callero · Villa · Siriani · Bellinzona · Ferrer · Filippi · Prandoni · Piaggio · Rodriguez · Orradre · Rodríguez 17' · Piaggio 80' | Reporte   | S. Gonzalez · Apriz · R. Gonzalez · S. Telagori · Fenaresi · Winne · Camabell · A. Telagoni · Barrales · Rocca · Coyar · 24' Barrales | Árbitro(s): Clydesdali                      | Árbitro(s): Clydesdali |

|                             |
|                             |
| Campeón Atlanta 1.er título |